# 大田関雎高等学校
大田関雎高等学校（テジョングァンジョゴドゥンハッキョ）は、大韓民国大田広域市西区にある公立の高等学校。1998年に設置された。中国古典, 『詩経』の「国風」の「周南篇」の詩「関雎」に由来する校名。 

## 概要
大田関雎高等学校の教育理念は 『正心, 自律, 創造』。 白松, 木蓮は校木, 校花。クラブ活動は跆拳道（テコンド-）クラブが有名。

## 白松祭
文化祭は「白松祭（ベクソンジェ）」と呼ばれ冬（11-12月）に行われる。多くの来場者で賑わう。

## 沿革
- 1998年 2月 19日 大韓民国大田広域市西区関雎洞983番地に開く
- 1998年 3月 5日 最初の入学生 463人
- 2001年 2月 8日 最初の卒業生 458人
- 2007年 今までの卒業生は約 2700人[1]